# Familiemiddag
Familiemiddag er en dansk kortfilm fra 1997, der er instrueret af Jesper Balslev efter manuskript af ham selv og Bjørn Vikkelsø.

## Handling
Bent og Susan er inviteret til middag hos Susans forældre. For Bent er besøg hos svigerforældrene altid lidt hårdt. Han føler som regel en vis tvang over situationen, selvom de er søde nok. Susan ved godt, at hendes forældre er lidt mærkelige, men selv synes de, at alting er helt normalt og hyggeligt. Det er det ikke.